# Fábio Pereira da Silva
Fábio Pereira da Silva, född 9 juli 1990 i Petrópolis i Rio de Janeiro, är en brasiliansk fotbollsspelare som spelar för Grêmio. Hans tvillingbror, Rafael, är även fotbollsspelare och spelar för Botafogo.

## Klubbkarriär
Fábios fotbollskarriär började i Fluminense. Fábio och hans bror Rafael upptäcktes av United redan 2005 under en ungdomsturnering. I januari 2008 anslöt Fábio till Uniteds a-trupp. 
Fábio gjorde sin ligadebut för Manchester United den 16 augusti 2009 i första matchen säsongen 2009/10 hemma mot Birmingham City. Han gjorde även sitt första debutmål mot Wigan Athletic den 26 februari 2011. Den 2 juli 2012 blev det officiellt att Fabio lånas ut till londonklubben Queens Park Rangers under säsongen 2012/2013. 
Den 31 januari 2014 blev det officiellt att Fabio säljs till den walesiska klubben Cardiff City. 
I januari 2023 återvände Fábio till Brasilien och skrev på ett tvåårskontrakt med Grêmio.

## Landslagskarriär
År 2007 representerade Fábio Brasiliens U17-landslag i FIFA U-17 World Cup. Han har även spelat för Brasiliens A-landslag.